# Beatriz Gascó Verdier
Beatriz Gascó Verdier (Alacant, 30 de gener de 1971) és una enginyera agrícola i política valenciana, diputada a les Corts Valencianes en la IX legislatura.

## Biografia
És llicenciada en Enginyeria Tècnica Agrícola per la Universitat Politècnica de València, i es va especialitzar en la defensa de polítiques públiques a favor de la soberanía alimentària a nivel internacional. El 1999 fou directora comercial d'exportació a l'Institut Tecnològic Europeu SL. El 2000 marxà a Itàlia, on va treballar per a diverses xarxes d'àmbit europeu. Fins al 2002 fou responsable de projectes internacionals del Centre Carrefour Europeu Lazio de la Universitat de la Tuscia a Viterbo i per al Servei d'Informació i Documentació sobre Polítiques Europees per al Desenvolupament Rural. De 2003 a 2011 fou coordinadora del secretariat del Comitè Internacional de Planificació per a la sobirania alimentària (CIP) a Roma.
En 2012 va tornar a València, on ha treballat com a consultora de polítiques agràries internacionals per a l'ONG GRAIN, la Universitat de Manitoba i per a la Cooperació Internacional per al Desenvolupament i la Solidaritat (CIDSE). Implicada en l'activisme social i ecologista, participà en 2014 en l'Aplec Ecologista del País Valencià i ingressà a Podem, amb el qual ha estat escollida diputada a les eleccions a les Corts Valencianes de 2015. És secretària de la Comissió de Medi Ambient, Aigua i Ordenació del Territori de les Corts Valencianes.